# بيلي برايس (لاعب كرة قدم أمريكية)
بيلي برايس (بالإنجليزية: Billy Price)‏ هو لاعب كرة قدم أمريكية أمريكي، ولد في 12 أكتوبر 1995 في أوستنتاون في الولايات المتحدة.

## وصلات خارجية
- بيلي برايس على موقع مرجع كرة القدم المحترفة.كوم (الإنجليزية)